# 克拉里冰隆
克拉里冰隆（英語：Crary Ice Rise），是南極洲的冰隆，位於羅斯冰架中南部，在1970年代由美國研究隊勘察，以該國的地球物理學家命名，現時由南極條約體系管理。